# Soera Hud
Soera Hud is een soera van de Koran.
De soera is vernoemd naar de profeet Hud die in aya 50 wordt genoemd. Een groot gedeelte van de soera zet de geschiedenissen uiteen van Arabische en andere profeten: de naamgever van de soera, de profeet Hud die tot het volk 'Ad wordt gezonden, Salih tot Thamoed en Shu'aib tot Midjan. Daarnaast wordt verhaald over Nuh, Ibrahim, Lut en Musa.

## Bijzonderheden
Ayat 12, 17 en 114 zouden zijn geopenbaard in Medina.

## Inhoud
Ayat 25-49 gaan over Nuh. Nuh roept mensen op alleen Allah te aanbidden en redetwist met hen. Terwijl hij de ark aan het bouwen is, bespotten mensen hem. Slechts enkelen geloven hem en gaan met hem de ark in. Een van Nuhs zonen weigert de ark in te gaan. Hij denkt dat hij boven op een berg ook wel veilig is. Hij verdrinkt vervolgens. Nadat het water wegvloeit, landt de ark op Al-Djoedie.
Ayat 50-60 gaan over Hud die naar het volk 'Ad is gestuurd. Hud roept het volk op alleen Allah te aanbidden. De mensen van het volk vinden dat ze geen duidelijk bewijs hebben gekregen en weigeren hun goden op te geven. Hud en zij die geloven worden gered terwijl de rest wordt gestraft.
Ayat 61-68 gaan over Salih die naar het volk Thamoed is gestuurd. Hij roept de mensen op alleen Allah te aanbidden. Hij vertelt ze dat een vrouwelijke kameel als teken is gestuurd en dat het volk wordt gestraft als de kameel iets wordt aangedaan. Het volk doodt de kameel en drie dagen later wordt het gestraft.
Ayat 69-73 gaan over de aankondiging van de geboorte van Ibrahims zoon Ishaq (Isaak). Engelen komen bij Ibrahim op bezoek en krijgen van hem te eten. Ibrahims vrouw is erg verwonderd als de engelen haar het nieuws brengen. Ze had niet verwacht dat zij en haar man op zo'n hoge leeftijd  kinderen zouden kunnen krijgen.
Ayat 74-83 gaan over Lut. Terwijl engelen Lut bezoeken, komen de mannen van zijn volk op hem afgestormd. Lut biedt zijn dochters aan zodat de engelen ongedeerd blijven. De engelen bevelen Lut 's nachts met zijn familie te vluchten en niet achterom te kijken. Nadat ze gevlucht zijn, worden de steden van het volk verwoest doordat Allah het gebakken klei doet regenen.
Ayat 84-88 gaan over Shu'aib en het volk Midjan.
Ayat 96-99 gaan over Musa.
Volgens aya 144 wissen goede daden slechte daden uit.